# Philotelma tecopa
Philotelma tecopa är en tvåvingeart som beskrevs av Mathis, Zatwarnicki och Kubatova-hirsova 2009. Philotelma tecopa ingår i släktet Philotelma och familjen vattenflugor.
Artens utbredningsområde är Kalifornien. Inga underarter finns listade i Catalogue of Life.